# كلاديون ثلاثي
كلاديون ثلاثي (الاسم العلمي:Caladium ternatum) هو نوع من النباتات يتبع جنس الكلاديون من الفصيلة اللوفية.